# Perga brevipes
Perga brevipes – gatunek błonkówki z rodziny Pergidae.

## Taksonomia
Gatunek ten został opisany w 1927 roku przez R. Forsiusa. Jako miejsce typowe podano miasto Yeelanna i Wyspę Kangura w stanie Australia Południowa. Syntypem była samica.

## Zasięg występowania
Australia. Występuje w płd. części kraju, w stanie Australia Południowa.